# Cadrete
Cadrete – gmina w Hiszpanii, w prowincji Saragossa, w Aragonii, o powierzchni 11,86 km². W 2011 roku gmina liczyła 3293 mieszkańców.